# Anna Wintour (Azealia Banks)
Anna Wintour è un singolo della rapper statunitense Azealia Banks, pubblicato il 6 aprile 2018.

## Tracce
1. Anna Wintour – 4:33 (Azealia Banks, Eugenio Sanchez, Dorian Strickland, Kevin James, Shug)